# Taya
Taya (em árabe: الطاية) é uma comuna localizada na província de Sétif, Argélia. Sua população estimada em 2008 era de 10 302 habitantes.